# Mainaschaff
Mainaschaff este o comună aflată în districtul Aschaffenburg, landul Bavaria, Germania.